# Auguste Viard
Auguste Vincent Viard (Lachapelle-aux-Pots, 9 luglio 1836 – Saint-Ouen, 17 gennaio 1892) è stato un attivista francese.
Fu una personalità della Comune di Parigi.

## Biografia
Impiegato di commercio, durante l'assedio di Parigi del 1870 si arruolò nella Guardia nazionale e fu tra i promotori della creazione del Comitato centrale della Guardia. Il 16 aprile 1871 fu eletto al Consiglio della Comune dal XX arrondissement di Parigi e fece parte della Commissione sussistenza e della Commissione esecutiva.
Il 1º maggio si espresse a favore della creazione del Comitato di Salute pubblica. Condannato a morte in contumacia dalla corte marziale di Versailles dopo la caduta della Comune, si rifugiò in Svizzera e tornò in Francia dopo l'amnistia del 1880.